# Phaonia taizipingga
Phaonia taizipingga este o specie de muște din genul Phaonia, familia Muscidae, descrisă de Feng în anul 2002.
Este endemică în Sichuan. Conform Catalogue of Life specia Phaonia taizipingga nu are subspecii cunoscute.